# Central Point (wieżowiec)
Central Point – wieżowiec w Warszawie, znajdujący się w dzielnicy Śródmieście, przy ulicy Marszałkowskiej 107.

## Opis
Budynek znajduje się na obszarze MSI Śródmieście Północne, przy skrzyżowaniu pierwszej i drugiej linii warszawskiego metra (stacja Świętokrzyska).
Budynek dysponuje 18 000 m² powierzchni biurowej oraz 1100 m² powierzchni handlowo-usługowej.

## Najemcy
Pierwszym najemcą jeszcze w 2021 roku została kancelaria prawna Wolf Theiss, zajmująca 4. i 5. kondygnację wraz z tarasem. W 2022 r. dwa piętra zajęła przestrzeń coworkingowa prowadzona przez BeIN Offices, prawie trzy piętra objęła kancelaria Bird & Bird, dwa najwyższe piętra firma Keyloop, a jedno piętro koncern Equinor.